# They Only Come Out at Night (cântec de Lordi)
They Only Come Out at Night este un cântec al trupei Lordi.

## Lista cântecelor
1. They Only Come Out at Night (3.35)
2. Midnight Mover (3.26)